# Johnson Toribiong
Johnson Toribiong (1946) palaui ügyvéd, politikus, Palau korábbi nagykövete a Kínai Köztársaságban. Toribiongot beiktatták elnöknek, miután megnyerte a 2008-as palaui elnökválasztási választást, melyet 2008. november 4-én tartottak.
Toribiong 1972-ben Juris Doctorate, 1973-ban Master of Laws diplomát szerzett (University of Washington School of Law).
Johnson Toribiong a 2008-as palaui elnökválasztási választáson Palau elnökjelöltje volt.
Az ő alelnökjelöltje a palaui nemzeti kongresszus képviselője, Kerai Mariur volt. Az elnökválasztási küzdelem során Toribiong riválisa a távozó alelnök, Elias Camsek Chin volt. Toribiong nyerte a nem hivatalos voksolási eredményt, 1629:1499 szavazati arányban. Végül megszületett a hivatalos választási eredmény, mely szerint Toribiong legyőzte Chint.
| 2008-as palaui elnökválasztási választás | 2008-as palaui elnökválasztási választás | 2008-as palaui elnökválasztási választás | 2008-as palaui elnökválasztási választás | 2008-as palaui elnökválasztási választás | 2008-as palaui elnökválasztási választás |
| Jelölt                                   | Alelnökjelölt                            | Első kör                                 | Első kör                                 | Második kör                              | Második kör                              |
| Jelölt                                   | Alelnökjelölt                            | Szavazatok                               | Százalék                                 | Szavazatok                               | Százalék                                 |
| ---------------------------------------- | ---------------------------------------- | ---------------------------------------- | ---------------------------------------- | ---------------------------------------- | ---------------------------------------- |
| Johnson Toribiong                        | Kerai Mariur                             | 2,526                                    | 27,49%                                   | 4,942                                    | 51,12%                                   |
| Elias Chin                               | Alan Seid                                | 3,027                                    | 32,95%                                   | 4,726                                    | 48,88%                                   |
| Surangel Whipps                          | Billy Kuartei                            | 2,248                                    | 24,47%                                   |                                          |                                          |
| Joshua Koshiba                           | Jackson Ngiraingas                       | 1,387                                    | 15,10%                                   |                                          |                                          |
| Érvénytelen vagy üres szavazólap         |                                          |                                          |                                          |                                          |                                          |
| Összesen                                 | Összesen                                 | 9,188                                    | 100,00%                                  | 9,668                                    | 100,00%                                  |
| Szavazó tömeg                            |                                          |                                          |                                          |                                          |                                          |

## Külső hivatkozások
- Pacific Magazine: Johnson Toribiong nyerte a palaui elnökválasztást[halott link]
- Pacific Magazine: a palaui elnökválasztási bizottság nem hivatalos eredményeket szivárogtatott ki[halott link]